# Royal Corps of Signals
Le Royal Corps of Signals (parfois simplement appelé Royal Signals et abrégé en R SIGNALS) est une arme de support de combat (en) de l'Armée de terre britannique créée en 1920. Les unités du Signal sont parmi les premières au combat, fournissant les systèmes d'information et de communication sur le champ de bataille essentiels à toutes les opérations. Les unités Royal Signals fournissent l'infrastructure complète de télécommunications pour l'armée partout où elles opèrent dans le monde. Le Corps a ses propres ingénieurs, experts en logistique et opérateurs systèmes pour gérer les réseaux radio et de zone sur le terrain. Il est chargé de l'installation, de la maintenance et de l'exploitation de tous types d' équipements de télécommunications et systèmes d'information, fournissant un soutien aux commandants et à leur quartier général, et menant une guerre électronique contre les communications ennemies.